# Fountains Fell
Fountains Fell är ett berg i Storbritannien.   Det ligger i grevskapet North Yorkshire och riksdelen England, i den centrala delen av landet, 300 km norr om huvudstaden London. Toppen på Fountains Fell är 668 meter över havet, eller 241 meter över den omgivande terrängen. Bredden vid basen är 4,8 km.
Terrängen runt Fountains Fell är huvudsakligen lite kuperad.Runt Fountains Fell är det ganska glesbefolkat, med 47 invånare per kvadratkilometer. Närmaste större samhälle är Settle, 7,3 km sydväst om Fountains Fell. Trakten runt Fountains Fell består i huvudsak av gräsmarker.